# Maladera irididorsis
Maladera irididorsis är en skalbaggsart som beskrevs av Ahrens 2004. Maladera irididorsis ingår i släktet Maladera och familjen Melolonthidae. Inga underarter finns listade i Catalogue of Life.